# Evidência digital

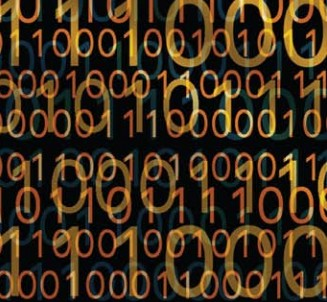
Digital evidence

Evidência digital ou evidência eletrônica é qualquer informação probatória armazenada ou transmitida em formato digital que uma parte de um caso judicial possa usar no julgamento. Antes de aceitar provas digitais, um tribunal determinará se as evidências são relevantes, se são autênticas, se são boatos e se uma cópia é aceitável ou se o original é necessário.
O uso de evidências digitais aumentou nas últimas décadas, pois os tribunais permitiram o uso de e-mails, fotografias digitais, registros de transações em caixas eletrônicos, documentos de processamento de texto, históricos de mensagens instantâneas, arquivos salvos de programas de contabilidade, planilhas eletrônicas, históricos de navegadores da Internet, bancos de dados, conteúdos de memória de computador, backups de computador, impressões de computador, trilhas do Sistema de Posicionamento Global, registros das fechaduras eletrônicas de um hotel e arquivos de vídeo ou áudio digitais.
Muitos tribunais nos Estados Unidos aplicaram as Regras Federais de Evidência à evidência digital, de maneira semelhante aos documentos tradicionais, embora diferenças importantes, como a falta de padrões e procedimentos estabelecidos, tenham sido observadas. Além disso, as evidências digitais tendem a ser mais volumosas, mais difíceis de destruir, facilmente modificadas, duplicadas, potencialmente mais expressivas e mais prontamente disponíveis. Assim, alguns tribunais, às vezes, tratam as evidências digitais de maneira diferente para fins de autenticação, boatos, regra da melhor evidência e privilégio. Em dezembro de 2006, novas regras estritas foram promulgadas dentro do Regulamento Federal de Processo Civil, exigindo a preservação e divulgação de evidências armazenadas eletronicamente. A evidência digital é frequentemente atacada por sua autenticidade devido à facilidade com que pode ser modificada, embora os tribunais estejam começando a rejeitar esse argumento sem prova de violação.
Desta forma, destacam-se cinco propriedades que devem ser atendidas para a evidência ser útil:
1. Admissível
2. Autêntica
3. Completa
4. Confiável
5. Crível ou acreditável

## Propriedades para que a evidência seja útil

### Admissível
A evidência reúne condições de ser apresentada em um tribunal ou em qualquer outro lugar. A legislação de cada país pode especificar de forma diferente o que é admissível em um tribunal. No Brasil, por exemplo, a prova ilícita é admitida desde que seja usada como forma de absolver o réu., jamais para condená-lo

### Autêntica
Evidências autênticas são aquelas que apresentam nexo de causalidade com o fato investigado de forma relevante.

### Completa
Não é suficiente coletar evidência que fornece apenas uma perspectiva do fato. Para que o conjunto de evidências seja completo deve-se coletar evidências que possivelmente incriminariam um indivíduo e também evidências que possivelmente o inocentariam.

### Confiável
Os procedimentos de coleta e análise não devem causar dúvidas da autenticidade e veracidade. Para a confiabilidade, a cadeia de custódia é elemento de suma importância.

### Crível ou acreditável
A evidência deve ser clara, fácil de entender e que faça com que um júri acredite nela. Não adianta apresentar conceitos técnicos aprofundados para um júri, tentando o fazer acreditar que a prova é legítima, se este júri não vai entender a explicação.